# Pałac w Żarkach Średnich
Pałac w Żarkach Średnich – wybudowany w pierwszej połowie XVII w. w Żarkach Średnich. Położony jest w województwie dolnośląskim, w powiecie zgorzeleckim, w gminie Pieńsk.
Dwór został zbudowany w pierwszej poł. XVII wieku w stylu renesansowym. Z tego okresu pod tynkiem zachowały się fragmenty dekoracji sgraffitowej. Neogotycka przebudowa z około 1870 roku przykryła autentyczny, niemal w całości zachowany dwór renesansowy z oryginalną kamieniarką i niezmienioną bryłą. Park powstał w drugiej poł. XIX w.
Dwór po 1945 roku należał do PGR i był remontowany w latach 80. XX wieku. Po 1989 roku w rękach prywatnych. Obecnie nieużytkowany i niszczeje.
W pobliżu wznosi się spichlerz murowany z drugiej poł. XVIII wieku, modernizowany ok. połowy XIX wieku i inne zabudowania gospodarcze.